# やっさいもっさい
やっさいもっさいとは、千葉県木更津市を代表する踊り。毎年8月14日には、木更津港まつりのイベントのひとつとして「やっさいもっさい踊り」が木更津駅西口の「富士見通り」で行われる。

## 概要
元々は木更津甚句の囃子言葉の一種で、「そこのけそこのけ」という意味がある。矢那川の上流にある船着場の「矢崎」「森崎」（やさきもりさき）が訛って「やっさいもっさい」となったとする説が有力である。また、掛け声の「おっさおっさ」とは、これも木更津甚句の囃子言葉の一種で、「おお、そうだよ」と同調する意味がある。
1960年代〜1970年代の木更津市周辺には、八幡製鐵君津製鐵所（後に新日本製鐵君津製鐵所で、現：日本製鉄東日本製鉄所君津地区。以下「日本製鉄君津」と記載。）ができた等の理由により、昔からの木更津住民だけでなく、新たに木更津に来た住民が増えつつあった。そのような状況の中、従来の木更津住民と新しい住民との交流の場として、歌詞にもある「みんながおとなりどうし」を合言葉に、1974年から、木更津港まつりの一企画として開始された。唄はデューク・エイセスが担当。
ほぼ同時期に徳島市で行われる徳島市阿波おどり同様、数十人から多いものでは数百人で「連」を結成する。やっさいもっさいのことを、「房総版阿波踊り」と表現することもある。
1999年にザ!鉄腕!DASH!!のパロディ番組の鉄骨!DASH!!で主題歌として使われ、その番組が本家で取り上げられたり、2002年に放送されたテレビドラマ『木更津キャッツアイ』で、知名度は全国区になり、今や千葉県を代表する踊りとなっている。従来より参加していた、前述の日本製鉄君津等の地元企業関連や地元町内会の他に、全国各地から集まった「木更津キャッツアイ」のファンによる、木更津キャッツアイ連が毎年結成されていた。2006年には、後述の「やっさいもっさい大賞」に輝いている。他にも、木更津とゆかりの深い氣志團のファンによる連や、木更津市のローカルヒーローである『鳳神ヤツルギ』（および、スピンオフ作品の『超電光スパークルZ』）のファンによる連などが過去には結成されているが、参加についてはその年の状況にも左右される。
8月14日のやっさいもっさい踊りは、事前申請した連のみ参加可能。また、木更津周辺町内の盆踊りなどでも行われる。

## 歴史
- 1974年（昭和49年）：第1回やっさいもっさい踊り開催
- 2009年（平成21年）：特別賞に地域連賞を新設
- 2011年（平成23年）：東日本大震災の影響による各地の祭事自粛・節電協力による夜間開催の短縮などにより、例年と異なり8月13日の開催となり、開催時間も17:30-20:00と早めて開催[2]。
- 2020年（令和2年）：2019新型コロナウイルスの影響により、木更津港まつり自体が中止を決定したため、やっさいもっさいも中止[3]。代替企画として、オンラインでの「勝手にやっさいもっさいオンライン祭」として開催。
- 2021年（令和3年）：前年同様、新型コロナウイルスの影響により木更津港まつり自体が中止を決定したため、やっさいもっさいも中止[4]。前年に続き、代替企画の「勝手にやっさいもっさいオンライン祭」を開催。
- 2022年（令和4年）：新型コロナウイルスの影響で3年連続の中止（花火大会のみ別日程・規模縮小の上開催）[5]。前年と異なり、「勝手にやっさいもっさいオンライン祭」は、イオンモール木更津内のイベントとして開催された。
- 2023年（令和5年）：4年ぶりの開催[6]。ただし、4年間のブランクがあるため、4回すべて基本の踊り方での実施（ただし、2024年（令和6年）以降も結果的に継続）。なお、当初は台風7号が千葉県に上陸の可能性も含め、翌日の花火大会を含め中止の公算が大きかったものの[7]、結果的に関東地方からは離れていったため、4年ぶりの開催に至っている。
- 2025年（令和7年）：特別賞に市長賞を新設

## 連の構成
連の構成、および後述する各種ルールについては、毎年の連募集の際、募集要項にて決められている。
- 先頭：連長、副連長、警備担当、清掃担当各1名を配置することが決められている。これらに選出された人は、それぞれの役目を書いた黄色や白の襷をかけて踊る。そのうち副連長は、連の名前が書かれたプラカードを持つ。連によっては、プラカードに提灯や垂れ幕でデコレーションするところもある。
- 真ん中：踊り手　服装に関しては連により異なる。かつては法被姿、各連オリジナルでTシャツを作る、スポーツチームや店舗の場合はそのユニフォーム姿等多種多様であったが、後に大会規程で「半天」・「浴衣」・「各種スポーツ着」に限るとされている。
- 最後尾：警備担当、清掃担当各1名を最後尾にも配置する。また、飲料運びの台車を用意することも認められている。踊り自体は午後6時〜午後8時30分頃までのため、日は陰っているものの、真夏の開催であることから、ほとんどの連は脱水症状に備え、ペットボトルや給水器を台車に積んで運んでいる。また、ベビーカーが必要な乳幼児がいる場合も、最後尾に配置することと決められている。

## 作詞・作曲等
- 作詞　市民応募作品より
- 補作　社団法人木更津青年会議所
- 作曲　北村得夫
- 歌　デューク・エイセス

なお、レコードやCDへのシングルカットはされていない。木更津市観光協会が製作する「歌で訪ねる木更津情緒」という、木更津の民謡等をまとめたCDに収録されている。また、限定発売されたTVドラマ版の木更津キャッツアイサウンドトラックにもボーナストラックで収録されている。

## 賞
審査により優秀と認められた連には、以下のとおり表彰がある。なお、下記は通常開催での賞であり、2020年・2021年に代替開催された「勝手にやっさいもっさいオンライン祭」では賞が異なっている。
- 1位（やっさいもっさい大賞）
2018年までは「やっさいもっさい大賞」を受賞すると、翌年に関しては1位～3位の対象外とするルールが存在し、2年連続優勝（連覇）ができないシステムになっていた。実際の例として、記事冒頭の写真に登場している「泉水きもの教室&拓大紅陵」は、「2011年：大賞受賞→2012年：前年大賞のため審査対象外→2013年：大賞受賞→2014年：前年大賞のため審査対象外」などがある。
2019年からは上記ルールが撤廃されたため、ルール上連覇達成が可能となり、実際に2019年・2023年に大賞受賞した「The Beast」が初の連覇達成となった[10]。
- 2位（やっさいもっさい賞）
- 3位（やっさいもっさい賞）
1位から3位は、綺麗に揃い踊り、マナーも良くまとまりがあった3連に対し、それぞれ1位から3位として表彰する。
- 特別賞（チームワーク賞）
チームワークが良く、老若男女問わず、みんなで助け合い、楽しんでいた1連に対し、表彰する。
- 特別賞（粋でいなせな賞）
粋な衣装や踊りなどで大会を盛り上げた1連に対し、表彰する。
- 特別賞（ファミリー賞）
子供が主体となって家族的なスタイルで踊った1連に対し、表彰する。
- 特別賞（地域連賞）
2009年に新設された賞。地域らしいまとまりがあった1連に対し、表彰する。
- 特別賞（市長賞）
2025年に新設された賞[11]。以前にも毎年ではないが、特別賞（市長特別賞）が授与されることがあった。

## 競技のルール
- 事前に参加登録した連のみが参加できる。当日参加（にわか連）は不可。
- 1回目〜4回目まであり、1回につき20分程度踊り続ける。
- 1回目と2回目は、基本の踊り方で踊る。3回目と4回目は、各連オリジナルの振付け（フリースタイル）が許可される（許可されるだけであって、4回全て基本の踊り方で一貫している連もある。）。なお、基本の踊り方については、事前に練習ビデオや木更津市の公式YouTubeサイトで確認することができる。フリースタイルに関しては、後述する「大会の運営に支障をきたす行為をしない」に抵触しないよう、立ち止まるような振り付けや後退するような振り付けは禁止となっており、祭囃子にあわせて前進できるような振り付けを考える必要がある。
  - ただし、コロナ禍明けの2023年以降は、4回全て基本の踊り方となっている。フリースタイルは事実上凍結状態となっている。
- 審査の対象となるのは、1回目〜3回目。
  - 現在は4回目は審査対象にはなっていないが、かつて「粋でいなせな賞」がフリースタイルの振付けに対する賞の位置づけであったため、「粋でいなせな賞」に限り、フリースタイルの4回目も審査対象になっていた。
- 後述する問題点が発生したことなどにより、以下の8点が注意事項とされている。

1. 喫煙、飲酒及び酒酔い状態で、踊りへ参加しないこと（ただし、喫煙は休憩時間中に迷惑をかけない範囲で可能）。
2. 水、飲み物（ビールなど）の掛け合いをしないこと。
3. 踊り隊列への山車等の搬入をしないこと（前述のとおり、認められているのは飲料水運搬の台車とベビーカーのみ）。
4. 全裸、半裸に近い身支度をしないこと。
5. 踊りの音楽を妨げるような太鼓、笛等の打楽、吹奏をしないこと。
6. 他の連の踊りを妨げ、または迷惑となる行為をしないこと。
7. 申し込み以外の者及び（大会本部で配布する）リストバンドをつけていない者の踊りへの参加又は手助けをしない（踊りの参加者は、当日受付時に配布されるリストバンドの着用が義務）。
8. その他、大会の運営に支障をきたす行為をしない（これには、前述するフリースタイルの注意事項の意味も含まれる）。

- 服装の他にも以下のような決まりがある[8]
  - 参加者は、やっさいもっさいが踊れることを前提とする。
  - 連は以下のような団体に限り、やっさいもっさい運営協議会により選考された連のみ参加可能。また、2015年までは個人単位で参加できる「ぽんぽこ連」（「ぽんぽこ」の名前のとおり、タヌキの仮装をすることが条件）が設けられていたが、2016年からは募集を停止した。新規に参加を希望する連の場合は、下記のいずれかに該当する必要があり、飲み仲間や友人同士などの連は認められていない。

1. 会社、事務所、営業所、工場、官公庁などの従業員、職員及びその家族で構成され、かつ連長が構成員を把握し統率できる連
2. 町内会、自治会、PTA、子供会など地域に密着した公的な活動を行っている団体を母体とし、かつ連長が構成員を把握し統率できる連

## 問題点
- 前述のルールにあるように、かつては一部の心ない連が、踊りの最中に水をかけあったり、飲酒をしたりする光景が見られていた。しかし、最近では連の参加登録する際、ルール徹底がされており、マナー違反は少なくなっている。この影響で、1980年代の多いときで100連以上・12,000人近くが参加していた年もかつてはあったが、ルールの厳格化や踊りの舞台を再整備したことから、2000年代以降は60連程度、踊り手にして4,000人前後の参加に落ち着いている[1]。それでもドラマなどでの認知度が高まったためか、2015年には85連・4,700人程度の参加者と増加傾向にある[12]。
- 祭りが終了するのは午後8時30分頃である。終了後は木更津駅周辺が混雑するが、例年鉄道・路線バス・高速バスともに増便などの対応は行っていない。特急「さざなみ」についても、当該時間は2015年以降君津駅止まりの設定しかなく、東京駅・館山駅方面を含め臨時列車の設定はない。